# Onésime Reclus
Pour les articles homonymes, voir Reclus.
Onésime Reclus, né le 22 septembre 1837 à Orthez et mort le 30 juin 1916 à Paris 5e, est un géographe français.
Partisan de l'expansion coloniale française, il est notamment connu pour être l'inventeur du mot « francophonie ».
Il est un collaborateur de l'hebdomadaire Le Tour du monde.

## Biographie

### Famille
Né à Orthez le 22 septembre 1837 dans une famille protestante du Périgord, d’un père pasteur, Jacques Reclus, et de Zéline Trigant, établis depuis peu en Béarn, Onésime Reclus est le frère du géographe et anarchiste Élisée Reclus (1830-1905), du journaliste Élie Reclus (1827-1904), de l'officier de marine Armand Reclus (1843-1927) et du chirurgien Paul Reclus (1847-1914). Il est le père de l'historien Maurice Reclus.

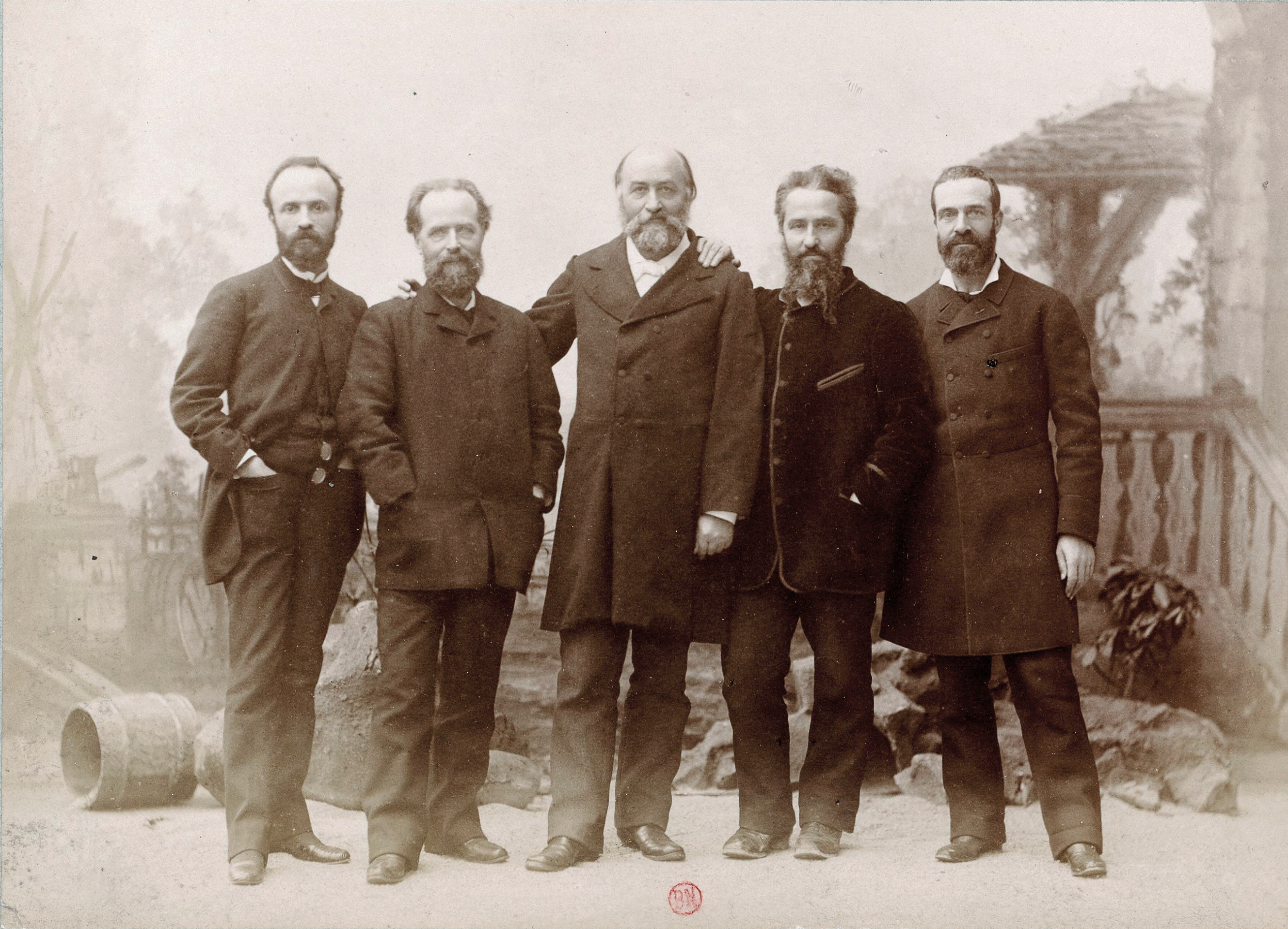
Les cinq frères Reclus. Photographie par Nadar (1889).

### Formation
Il étudie comme ses frères au collège protestant de Sainte-Foy-la-Grande puis, brièvement, à Korntal-Münchingen, en Allemagne, chez les Frères Moraves. De retour en France, il rejoint l'université de Poitiers, étudiant le droit et les lettres.

### Militaire puis géographe

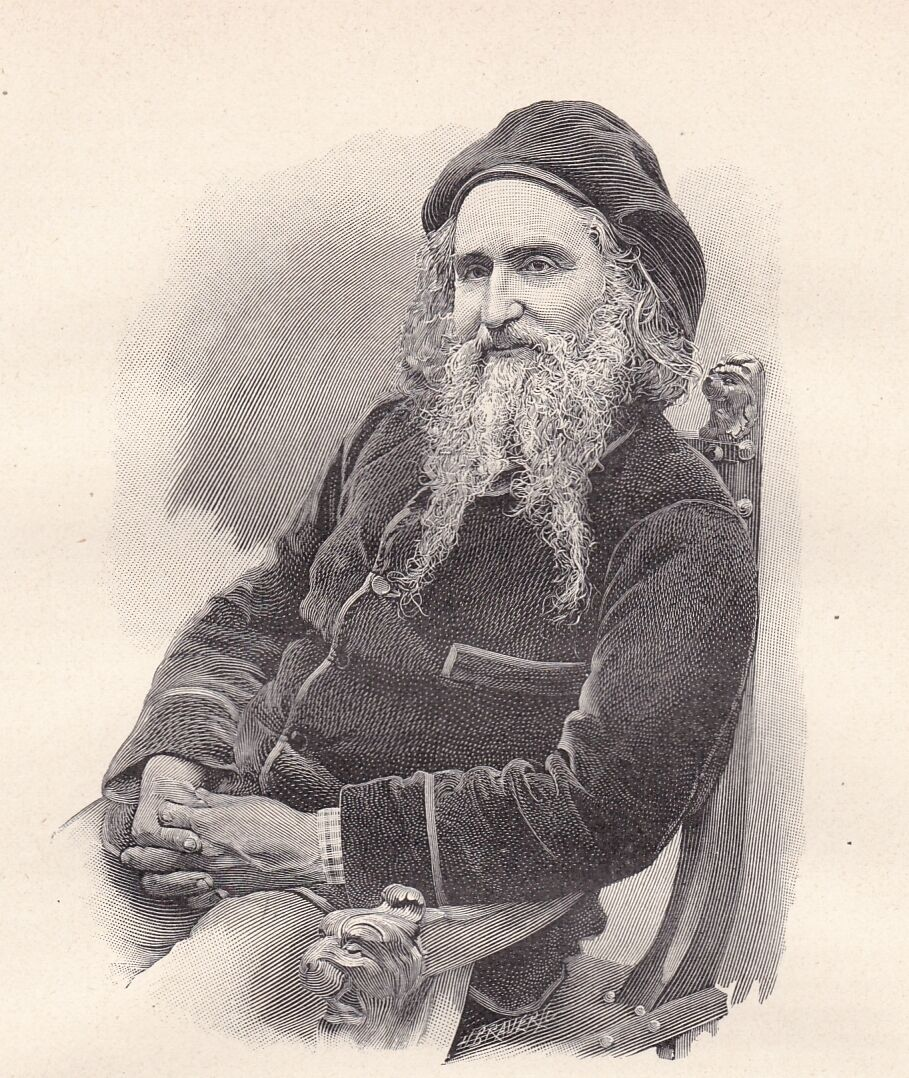
Onésime Reclus en 1911.

Renonçant ensuite à la carrière universitaire, il s'engage à vingt ans dans le 1er Zouaves en Algérie pendant son service militaire. Toutefois, sa santé l'oblige à renoncer au métier des armes, et il entre en 1860 à la maison Hachette. Pendant dix ans, il mène une existence laborieuse, entrecoupée de voyages à travers la France pour les Guides Joanne, et publie sous le pseudonyme de Louis Couturier un Dictionnaire des communes de la Suisse. En 1869, il fait paraître une Géographie, qui connaît le succès public, grâce à son style, à la formule nouvelle de la présentation, à ses qualités scientifiques et descriptives.
Durant la guerre franco-prussienne de 1870, il sert au corps des francs-tireurs béarnais, aux côtés de son frère Paul, médecin-major. Engagé dans la Commune de Paris, il s'expatrie après son écrasement.
En 1872, il épouse Marie-Louise Schmahl (1850-1915), avec laquelle il a huit enfants.

### Inventeur des mots «francophone» et «francophonie»
Ce géographe est le premier à employer les mots « francophone » et « francophonie »,,, dans son ouvrage France, Algérie et colonies rédigé vers 1880 et paru en 1886 chez Hachette,. Il croit à l'excellence de la France et de sa langue et définit les francophones comme « tous ceux qui sont ou semblent être destinés à rester ou à devenir participants de notre langue ». Le choix du critère linguistique, de préférence aux critères ethnique et économique, pour classer les populations, représente alors une innovation.

### Doctrinaire de l’expansion coloniale française

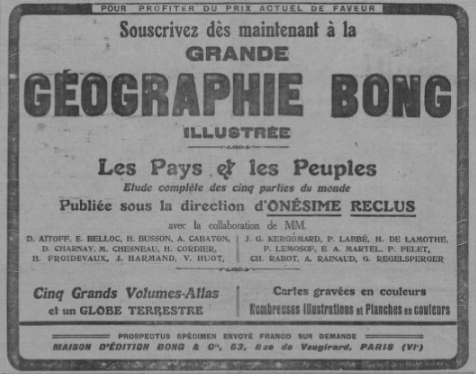
Grande Géographie Bong illustrée..., Onésime Reclus, « Le Journal », Paris, 21 janvier 1911.

À la différence de son aîné Élisée qui s'y oppose, Onésime Reclus est un partisan de l'expansion coloniale française.
Il est l'auteur d'ouvrages dont les titres sont évocateurs : Le Partage du monde ; Un grand destin commence ; France, Algérie et colonies ou encore Lâchons l’Asie, prenons l’Afrique. Toujours dans cette perspective, il compose un Atlas de la Plus Grande France au cours des dernières années de sa vie. Il considère la langue comme le « socle des empires » alors qu'il n'y a plus de races, les différentes familles humaines s'étant mélangées depuis longtemps.
Mais selon Alice Goheneix (auteure d'une thèse en 2011 sur le français colonial), sa doctrine associerait « des présupposés racialistes en même temps qu'une ambition assimilationniste ». Il s'inscrirait ainsi dans « la lignée des discours et théories nationalistes et colonialistes du XIXe siècle. En ce sens, Reclus est un héritier de Jules Duval, Prévost-Paradol ou Chasseloup-Laubat, les pères de la mission civilisatrice ferryste ». Ainsi, Onésime Reclus s'appuierait sur une hiérarchisation des peuples et de leurs langues, tout en justifiant le colonialisme par trois grands arguments : la décadence (principalement démographique) française, la guerre coloniale entre puissances européennes, l'idée que « certains peuples seront plus perméables à la pensée française ».

### Protection des monuments naturels et des sites
Onésime Reclus sillonne l'ensemble des régions françaises pour le compte du Touring club de France. Grâce à sa sensibilité et à ses talents de géographe descripteur, il décrit les paysages de France les plus remarquables ou emblématiques. Ces travaux, intitulés A la France, sites et monuments, sont publiés à partir de 1900.
Ces récits contribuent grandement à la promulgation de la première loi relative à la protection des monuments naturels et de sites, le 21 avril 1906, renforcée par la loi du 2 mai 1930, ensuite intégrée au code de l'environnement.
Il meurt le 30 juin 1916 à Paris, en son domicile du 12, rue Soufflot (5e arrondissement), et est inhumé au cimetière du Père-Lachaise (95e division).

## Hommages

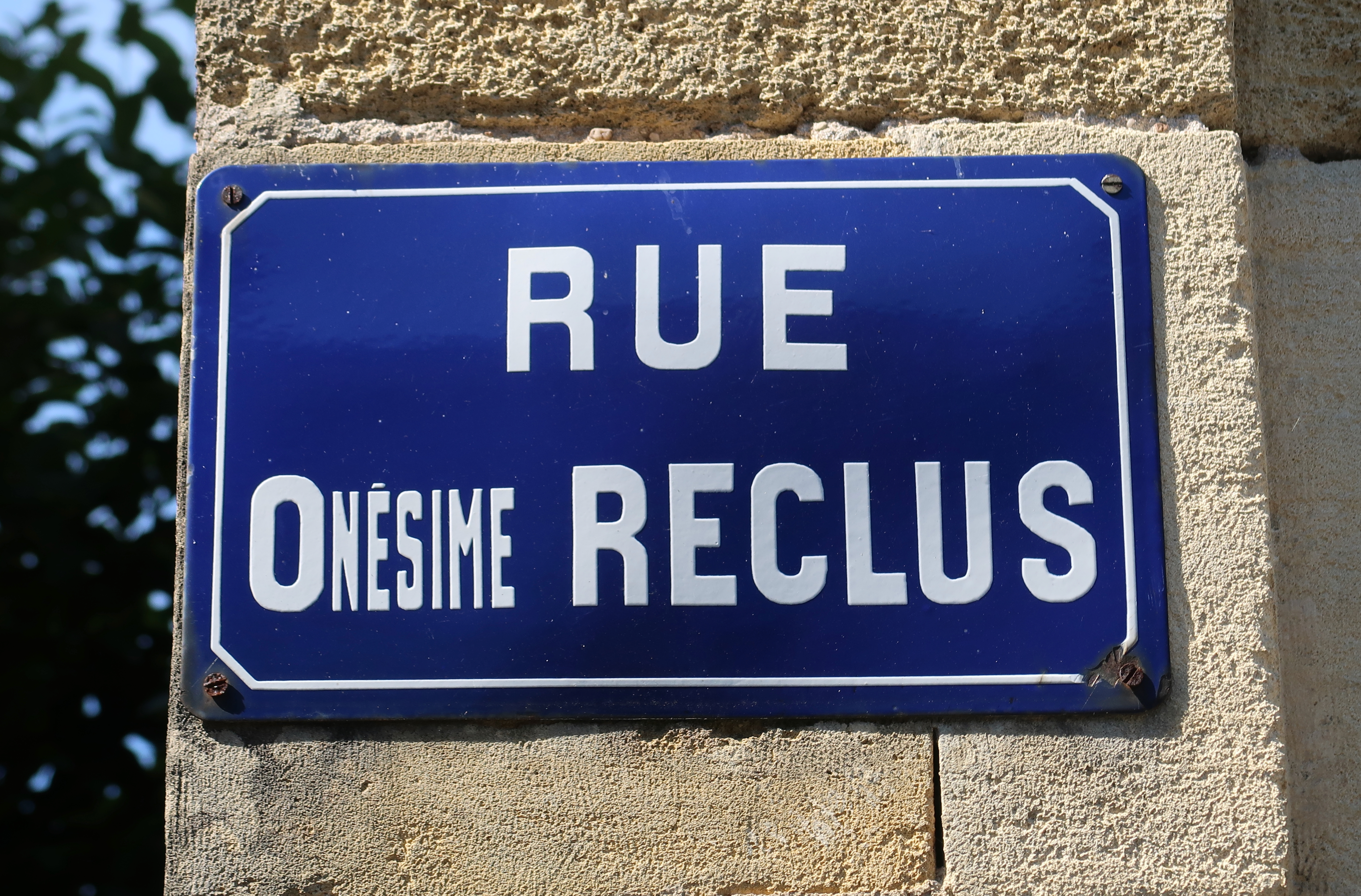
Plaque de la rue Onésime-Reclus à Port-Sainte-Foy-et-Ponchapt.

- Impasse et rue Onésime-Reclus à Port-Sainte-Foy-et-Ponchapt (Dordogne),
- Passage Onésime-Reclus à La Roche-sur-Yon (Vendée).
- Rue des Frères-Reclus à :
  - Capdenac-Gare (Aveyron),
  - Choisy-le-Roi (Val-de-Marne),
  - Le Fleix (Dordogne),
  - Orthez (Pyrénées-Atlantiques),
  - Sainte-Foy-la-Grande (Gironde).

## Publications
- Géographie de la France et de ses colonies (1873)[22]
- Géographie : La Terre à vol d’oiseau (2 volumes, 1877)
- France, Algérie et colonies, Paris, Hachette, 1886    (Wikisource)
- La France et ses colonies (1889), lien vers ouvrage en entier
- Le Plus Beau Royaume sous le ciel (1899)
- À la France : sites et monuments (32 volumes, 1900-1906)[23]
- L’Afrique australe (1901)
- Lâchons l’Asie, prenons l’Afrique : Où renaître ? et comment durer ? (1904)[24]
- Le Partage du monde (1906)[25]
- La Géographie vivante apprise par l’image, l’observation, la carte (1907-1908)
- La France à vol d’oiseau (1908)[26],[27]
- Algérie et Tunisie (1909)
- Géographie rapide : Europe (1909)
- Géographie rapide : France (1910)
- Atlas pittoresque de la France, recueil de vues géographiques et pittoresques de tous les départements, accompagnées de notices géographiques et de légendes explicatives (3 volumes, 1910-1912)
- Correspondance (3 volumes, 1911-1925)[28],[29],[30]
- Atlas de la Plus Grande France, géographique, économique, politique, départemental, colonial, composé de 160 cartes en couleurs, accompagnées de 160 pages de notices. Ouvrage formant le complément naturel de l’Atlas pittoresque de la France, publié sous les auspices de la Société de géographie (1913-1915)
- L’Allemagne en morceaux : paix draconienne (1915)
- Le Partage de l’Allemagne (1915)[31]
- Un grand destin commence, La Renaissance du Livre (1917)
- L’Atlantide, pays de l’Atlas : Algérie, Maroc, Tunisie (1919)
- Le Rhin français : annexion de la rive gauche, sa moralité, sa nécessité, ses avantages, Paris, Attinger Frères, 1915    (Wikisource)
- Manuel de l’eau, suite et complément du Manuel de l’arbre, pour servir à l’enseignement sylvo-pastoral dans les écoles (s. d.)[32]
- Un grand destin commence (s. d.)[33]

### Vidéo
- Gérard Fauconnier, Le génie des frères Reclus, conférence à la Médiathèque André Labarrère, Pau, 16 février 2012, voir en ligne.